# Emma Barnett
Pour les articles homonymes, voir Barnett.
Emma Barnett, née le 18 juillet 1851 à Kentish Town et morte le 12 février 1942 à Hampstead, est une compositrice britannique, sœur du compositeur John Francis Barnett.

## Biographie
Emma Barnett fait ses études avec son frère. En 1872, elle donne un récital au New Philharmonic Society de Londres. Elle fait ses débuts au Crystal Palace lors d'un concert où elle joue le Concerto pour piano no 4 de Ludwig van Beethoven le 28 février 1874,. Le 1er décembre 1874, elle joue le Concerto pour piano de son frère John Francis Barnett au Royal Albert Hall. En 1877, elle donne son premier récital au Théâtre Saint-George de Londres.
À partir de 1880, elle est professeure de piano. Le 28 janvier 1882, elle fait sa première apparition au Concerts populaires du St James's Hall (en).